# Cájar
Cájar es una localidad y municipio español situado en la parte central de la comarca de la Vega de Granada, en la provincia de Granada, comunidad autónoma de Andalucía. Limita con los municipios de Huétor Vega, Monachil, La Zubia y Granada —por el distrito Genil—. Otras localidades cercanas son El Barrichuelo y Cumbres Verdes. Por su término discurre el río Monachil.
El municipio cajareño es una de las treinta y cuatro entidades que componen el área metropolitana de Granada, y comprende únicamente el núcleo de población de Cájar —capital municipal—, incluyendo la urbanización de Bellavista.

## Símbolos
Cájar cuenta con un escudo y bandera adoptados oficialmente el 16 de junio de 2004.

### Escudo
Su descripción heráldica es la siguiente:

Escudo medio partido y cortado. Primero, de sinople (verde), granada de oro (amarillo) rajada de gules (rojo). Segundo, de gules, torre de oro mazonada de sable (negro) y aclarada de azur (azul). Tercero, de plata (blanco) dos fajas ondadas de azur. Al timbre, corona real cerrada.

### Bandera
La enseña del municipio tiene la siguiente descripción:

Bandera rectangular, de proporciones 2:3, formada por tres franjas horizontales iguales, azules las exteriores y blanca la central, y una franja vertical blanca al asta con una granada verde rajada de rojo.

## Historia
Los primeros restos arqueológicos conocidos en la zona pertenecen a la cultura del Algar, sobre el 2500 a. C. Tras el paso de otras civilizaciones se asentaron los romanos, que aprovechaban la vega para su subsistencia.
Tras la invasión de los musulmanes, aparece una alquería llamada "Cuiyar" en el Reino de Granada, donde se encontraba un palacio. Más tarde pasaría a ser el primitivo "Caxar", cuyo nombre en árabe significa «sitio donde se cultiva seda», en un lugar rodeado de unas cuatrocientas moreras.
En 1572 se construyó la iglesia de Nuestra Señora de los Dolores. En este siglo se cuenta que San Juan de Dios iba al pueblo a recoger limosna para su hospital. En el siglo XVII el cronista Francisco Henríquez de Jorquera se refería a Cájar diciendo:

Lugar de tierras muy valiosas y las que más rinde a Su Majestad, por lo que sus habitantes están ricos, por sus muchas cosechas de seda, vino y pan.
F. Henríquez de Jorquera

Hasta ese siglo Cájar estaba fusionada con Huétor Vega, denominándose "Güétor-Cáxar" o Huétor-Cájar. Más tarde, ya en solitario, pasó a llamarse "Cáxar de la Vega" o Cájar de la Vega, con la ortografía actual.
Cájar fue una de las muchas localidades que se vieron muy afectadas por el terremoto de 1884.
Era una zona eminentemente agrícola. En la década de 1920 se construyeron varias casas residenciales con jardín y huerto —villas o chalés— junto al pequeño núcleo urbano, si bien el gran desarrollo de estas construcciones tendría lugar en los años 1970.
El municipio de Cájar se benefició de la línea de tranvía que unía Granada con Huétor Vega, la propia Cájar y La Zubia, que funcionó hasta los años 70 del siglo XX.
En 2005 más de las tres cuartas partes de su término municipal ya estaba ocupado por nuevas urbanizaciones. De hecho, ya ha perdido prácticamente su carácter agrícola para convertirse en una zona residencial, con una población flotante significativa debido a su utilización como "ciudad dormitorio" o como segunda residencia.

## Geografía

### Situación
Integrado en la comarca de la Vega de Granada, se encuentra situado a 6 kilómetros de la capital provincial, a 101 de Jaén, a 166 de Almería y a 284 de Murcia. El término municipal está atravesado por la carretera A-4028, que conecta la localidad con la Ronda Sur (A-395).
Cájar es, con su 1,65 km², el municipio más pequeño en superficie de la provincia de Granada y de toda la comunidad. Igualmente es uno de los municipios con mayor densidad de población de toda de la provincia granadina. Está prácticamente unido por edificaciones a Huétor Vega, Monachil —pedanía del Barrio de la Vega— y La Zubia, formando los cuatro municipios la denominada Mancomunidad del Río Monachil.
Tiene una altura media de 731 m sobre el nivel del mar. Carece de montañas y está situado al pie de Sierra Nevada.
| Noroeste: La Zubia, Granada y Huétor Vega | Norte: Huétor Vega | Nordeste: Huétor Vega y Monachil |
| Oeste: La Zubia                           |                    | Este: Monachil                   |
| Suroeste: La Zubia                        | Sur: La Zubia      | Sureste: Monachil                |

## Demografía
Cájar cuenta con una población de 5492 habitantes (INE 2024).
| Gráfica de evolución demográfica de Cájar entre 1842 y 2021                                                         |
| |
| Población de derecho según los censos de población del INE Población de hecho según los censos de población del INE |

## Administración y política
Los resultados en Cájar de las últimas elecciones municipales, celebradas en mayo de 2023, son:
| Elecciones Municipales - Cájar (2023) | Elecciones Municipales - Cájar (2023)         | Elecciones Municipales - Cájar (2023) | Elecciones Municipales - Cájar (2023) | Elecciones Municipales - Cájar (2023) |
| Partido político                      | Partido político                              | Votos                                 | Votos                                 | Concejales                            |
| ------------------------------------- | --------------------------------------------- | ------------------------------------- | ------------------------------------- | ------------------------------------- |
|                                       | Partido Popular (PP)                          | 1545                                  | 55,87 %                               | 8                                     |
|                                       | Partido Socialista Obrero Español (PSOE)      | 581                                   | 21,01 %                               | 3                                     |
|                                       | Vox (VOX)                                     | 252                                   | 9,11 %                                | 1                                     |
|                                       | Izquierda Unida Para la Gente (PARA LA GENTE) | 218                                   | 7,88 %                                | 1                                     |
|                                       | Partido Autónomos (PARTIDO AUTÓNOMOS)         | 140                                   | 5,06 %                                | 0                                     |

## Comunicaciones

### Carreteras
Las principales vías de comunicación que transcurren por el municipio son:
| Identificador | Denominación        | Itinerario         |
| ------------- | ------------------- | ------------------ |
| A-4028        | De A-395 a Cájar    | Granada - Cájar    |
| GR-3202       | De A-395 a Monachil | Granada - Monachil |

Algunas distancias entre Cájar y otras ciudades:
| Ciudades         | Distancia (km) |
| ---------------- | -------------- |
| Granada (centro) | 6              |
| Jaén             | 101            |
| Almería          | 166            |
| Murcia           | 284            |

## Servicios

### Sanidad
El municipio cuenta con un consultorio médico de atención primaria situado en la plaza de la Iglesia s/n, dependiente del distrito sanitario Metropolitano de Granada. El servicio de urgencias está en el centro de salud de La Zubia.
El área hospitalaria de referencia es el Hospital Universitario San Cecilio (el PTS) situado en Granada capital.

### Educación
Los centros educativos que hay en el municipio son:
| Denominación genérica                    | Nombre del centro  | Naturaleza | Dirección        |
| ---------------------------------------- | ------------------ | ---------- | ---------------- |
| Escuela infantil                         | EI Cájar           | Público    | C/ Alhambra, s/n |
| Centro docente privado                   | CDP Lux Mundi      | Privado    | C/ Durán, s/n    |
| Colegio de educación infantil y primaria | CEIP San Francisco | Público    | C/ Goya, s/n     |

## Cultura

### Fiestas
La fiesta más importante es la de San Francisco, patrón del pueblo. Se celebra el 4 de octubre de cada año, en la que se realizan los actos religiosos en honor del patrón y actividades lúdicas: competiciones deportivas, exposiciones, actuaciones musicales y la popular verbena.
Otra fiesta destacada es la de la Virgen de los Dolores. Se celebra el Viernes de Dolores, que es el viernes anterior al Viernes Santo, por lo que es una fiesta movible en el calendario eclesiástico. Su origen data del 1 de abril de 1781, cuando la imagen de la virgen fue llevada a Cájar. Desde entonces se celebra por la tarde una procesión por el pueblo con esa imagen y la del Señor de la Salud.
El Día de la Toma tiene lugar el día 2 de enero y recuerda la Reconquista de Granada por parte de los Reyes Católicos; se celebra con una jornada de convivencia entre los vecinos con un potaje de garbanzos, patatas a lo pobre y mosto de la tierra.

### Gastronomía
La gastronomía típica del municipio está fuertemente influenciada por la cocina nazarí, salvo platos que contienen cerdo como ingrediente, que son de claro origen cristiano. Entre ellos destaca la salchicha de Cájar, las manos de cerdo al ajo pollo, o los guisos de Semana Santa.
Entre sus platos tradicionales destaca la sopa de maimones, que consiste en una sopa de ajos fritos, con pan y huevo cuajado; es de las recetas más antiguas del pueblo. La cazuela de bacalao en Semana Santa, también conocido como "bacalao de Cájar", incluye bacalao, cebollas, ajos, vino blanco y se adorna con espárragos, corazones de alcachofa, pimientos rojos morrones y ruedas de huevo duro. Las manos de ternerillo y de cerdo en ajopollo es un guiso con carne, almendra frita, pimiento rojo seco, pan frito y un majado de ajo, perejil y azafrán, regado con vino blanco y el agua correspondiente, a lo que se le añade una patata. La salchicha de Cájar se vendía tradicionalmente por las mejores casas comerciales de Granada capital y por algunas confiterías como Bernina y Casa Brieva, y se hacía a base de jamón, lomo y especias; en la actualidad se ha recuperado este producto elaborado por la empresa Industrias Cárnicas Sierra Nevada. Por último, cabe destacar la sopa de pimentón, la más típica de Cájar, que incluye pimiento rojo seco, hervido y raspado; se hace un majado con éste, más pan, vinagre, aceite y el ajo crudo, y todo esto revuelto se echa al agua de la sopa, con unas sardinas limpias y sal.